# クライズミュア男爵
クライズミュア男爵(英: Baron Clydesmuir)はイギリスの男爵、貴族。連合王国貴族爵位。政治家ジョン・コルヴィルが1948年に叙されたことに始まる。 

## 歴史
コルヴィル家は鉄鋼業によって勃興した一族である。ジョン・コルヴィル(1852-1901)はD.コルヴィル＆ソンズ社取締役を務めたほか、自由党の政治家としてノース・イーストラナークシャー選挙区選出の庶民院議員を務めた。 
その子ジョン・コルヴィル(1894-1954)はスコットランド統一党の政治家で、ネヴィル・チェンバレン内閣下ではスコットランド担当大臣を務めた。彼はその後の1948年3月5日に連合王国貴族としてラナーク州におけるブレイドウッドのクライズミュア男爵(Baron Clydesmuir, of Braidwood in the County of Lanark)に叙されて、男爵家を興した。 
2代男爵ロナルド(1917-1996)はスコットランド銀行総裁やラナークシャー統監を務めている。
2021年現在、その息子の3代男爵デイヴィッド(1949-)がその当主である。
男爵家の紋章に刻まれるモットーは『我、忘るるあたわず(Oublier Ne Puis)』。

## クライズミュア男爵（1948年）
- 初代クライズミュア男爵デイヴィッド・ジョン・コルヴィル（英語版） （1894–1954）
- 第2代クライズミュア男爵ロナルド・ジョン・ビルズランド・コルヴィル（英語版） （1917–1996）
- 第3代クライズミュア男爵デイヴィッド・ロナルド・コルヴィル（1949-）

爵位の推定相続人は現当主の息子リチャード・デイヴィッド・ロナルド・コルヴィル閣下（1980-）。 